# Xã Wheatfield, Quận Jasper, Indiana
Xã Wheatfield (tiếng Anh: Wheatfield Township) là một xã thuộc quận Jasper, tiểu bang Indiana, Hoa Kỳ. Năm 2010, dân số của xã này là 4.395 người.